# Convolvulus scammonia
La escamonea (Convolvulus scammonia) es una planta de la familia Convolvulaceae original del Mediterráneo oriental y Oriente próximo como Crimea, Cáucaso, Turquía, Siria, Grecia e Irán.

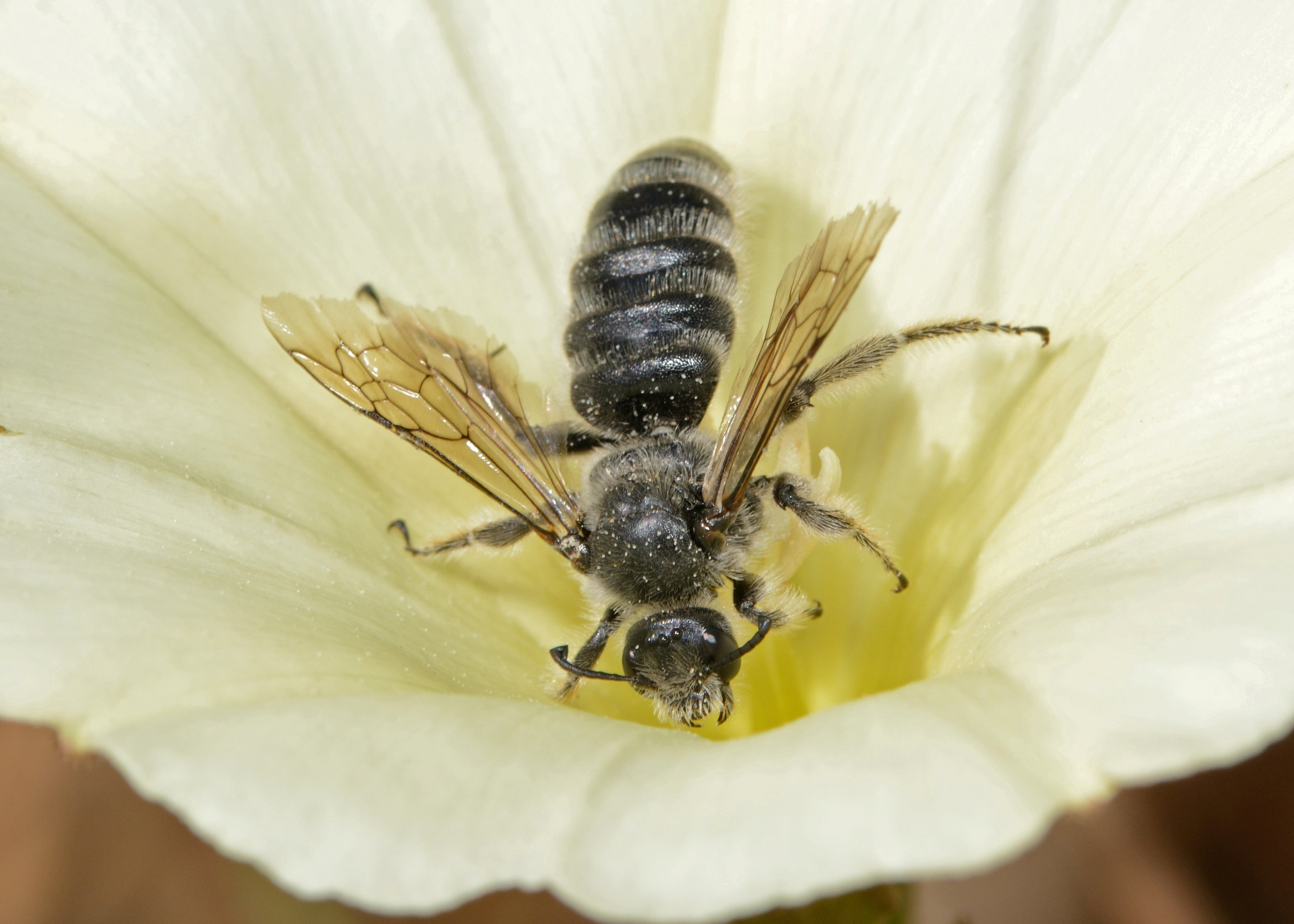
Detalle de la flor

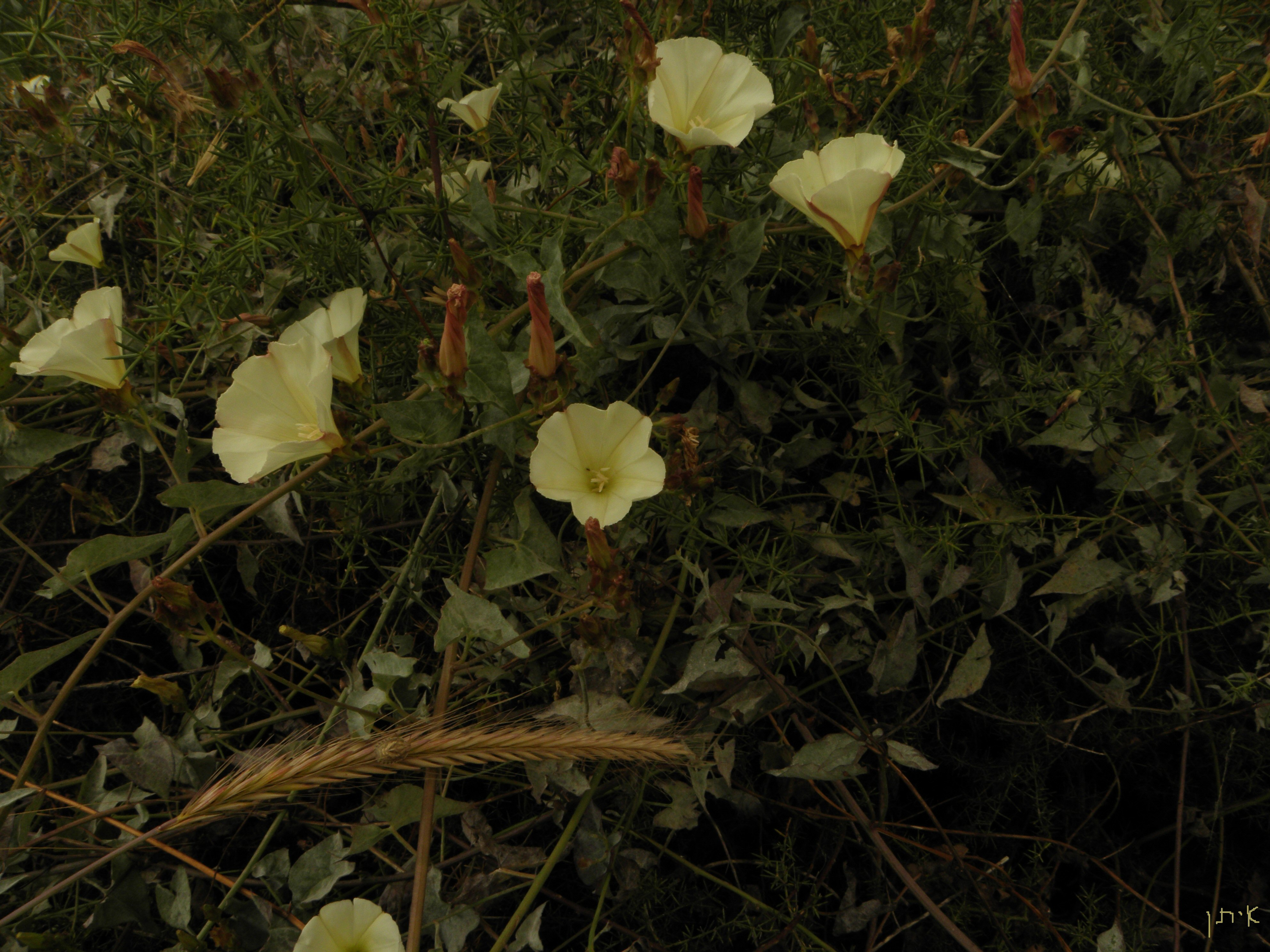
Vista de la planta

## Descripción
Es una planta cuya raíz perenne y carnosa puede alcanzar 150 cm de longitud y 20 cm de diámetro. Tiene la pulpa lechosa y se utiliza con propósitos medicinales. Los tallos alcanzan 3-6 metros de altura. Las hojas de color verde brillante son alternas, sagitadas, enteras y con largos peciolos. Las flores en tríos, poseen largos pedúnculos axilares. La corola es blanca o amarilla con cinco sépalos. El fruto es una cápsula con dos celdas que contienen las semillas.

## Propiedades
- Purgante drástico que incide en el intestino delgado.

Esta planta puede tener aplicaciones para la curación de patologías como por ejemplo el estreñimiento, la hidropesía, afecciones cerebrales, cardíacas, pulmonares y ginecológicas.
- Es un efectivo purgante drástico;[3] las dosis utilizadas varían entre 300 mg- 1g de polvo y 300-600 mg de resina.  También puede actuar como hidragogo (laxante estimulante).

## Toxicidad
La venta de la planta está prohibida o restringida al público debido a su toxicidad, ya que contiene un líquido gomoso-resinoso obtenido por incisiones de la raíz, también  llamado escamonea.
En España está prohibida su comercialización y venta según la ley 25/1990 de 20 de diciembre en su artículo 42, donde se establecen las condiciones generales de utilización y comercialización de medicamento de plantas medicinales. Concretamente en el apartado segundo existe un listado de plantas de venta restringida o prohibida por razones de seguridad; la Convulvulus scammonia es la n º 52 de las plantas no comercializadas.

## Observaciones
La obtención de la resina gomosa se hace a partir de la planta viva accediendo a la raíz haciendo un agujero en la tierra y después limpiándola. Posteriormente se hacen incisiones superficiales de 3 a 5 cm de longitud y se fija un pequeño recipiente donde se recogerá el jugo que  segregará.
La masa obtenida debe secarse y fraccionarse en pequeñas masas que una vez finalizada la desecación se comercializará. Esta escamònia se denomina pura gota o primera gota.
A partir de la prensa de las raíces y evaporando suficientemente los jugos segregados se obtiene la escamònia de segunda gota, que es menos pura que la anterior.

## Taxonomía
Convolvulus scammonia fue descrito por Carlos Linneo y publicado en Species Plantarum 153. 1753.

## Etimología
Convolvulus: nombre genérico que procede del latín convolvere, "enredar".
scammonia: epíteto